# Wieża Garzes
Wieża Garzes (malt. Torri Garzes, ang. Garzes Tower), znana też jako Wieża św. Marcina (malt. Torri ta' San Martin, ang. Saint Martin's Tower) – była to wieża strażnicza zbudowana w Mġarr na Gozo przez Zakon Joannitów w latach 1605–1607. Była nazwana na cześć Martina Garzez, Wielkiego Mistrza Zakonu, który sfinansował jej budowę, jakkolwiek wykonano ją po jego śmierci. Wieża została zburzona w połowie XIX wieku.

## Podłoże inwestycji
W okresie od XV do XVII wieku Gozo, na równi z Maltą oraz innymi terenami przybrzeżnymi nad Morzem Śródziemnym, było narażone na ataki piratów berberyjskich. Port Mġarr był zazwyczaj używany przez piratów do zaopatrzenia się w wodę oraz do wypadów rabunkowych na pobliskie nadbrzeżne tereny. Najgorszy atak miał miejsce w lipcu 1551 roku, kiedy siły Imperium Osmańskiego, wspomagane przez piratów, próbowały bezskutecznie zdobyć Maltę. Napastnicy wylądowali więc na Gozo, zdobyli Cittadellę i wzięli prawie całą populację wyspy, w liczbie 5–6 tys., w niewolę (z wyjątkiem jednego zakonnika, ok. 40 starszych mieszkańców oraz ok. 300 innych, którym udało się zbiec i ukryć). Jeńcy zostali załadowani na tureckie statki w porcie Mġarr.
Już we wcześniejszym okresie, zanim atak nastąpił, były przedstawiane propozycje budowy wieży, ochraniającej port Mġarr i Kanał Gozo. W roku 1418 mieszkańcy wystosowali petycję z prośbą budowy wieży, lecz bez skutku. W roku 1599 wojskowy inżynier Giovanni Rinaldini sporządził raport, w którym jasno przedstawił, że wieża jest potrzebna na tym terenie, aby zapobiegać w przyszłości takim atakom. Rządzący w tym czasie Wielki Mistrz Martin Garzes zgodził się z tym raportem i zdecydował się osobiście pokryć koszty budowy strażnicy. Przeznaczył 12 000 skudów na budowę wieży, lecz zmarł w roku 1601, przed jej rozpoczęciem.

## Wieża

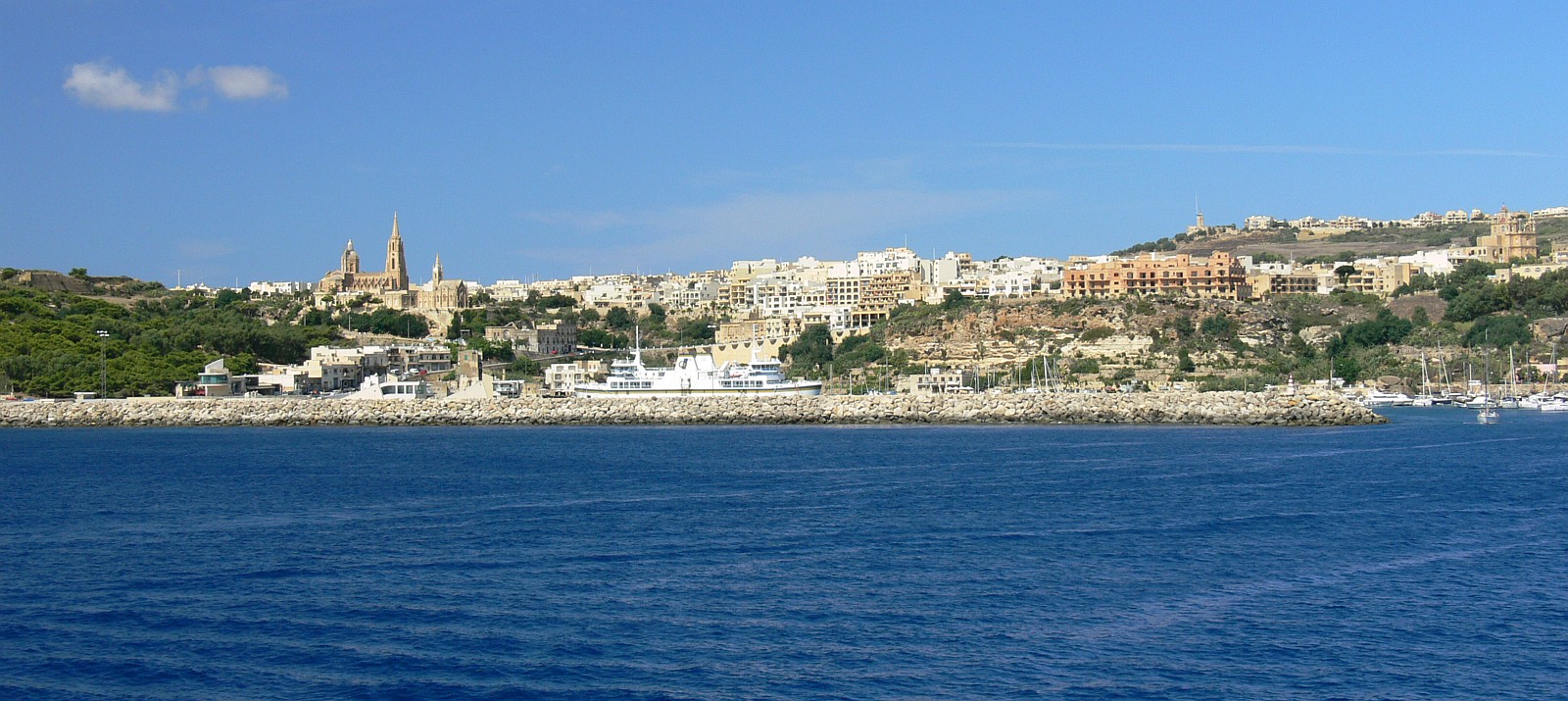
Widok Mġarr od strony morza; wieża Garzes znajdowała się po prawej stronie

Budowa wieży rozpoczęła się w roku 1605, cztery lata po śmierci jej fundatora. W roku 1607 była wciąż w trakcie budowy. Wieża stała na cyplu, pomiędzy Wied il-Kbir i Wied Biljun. Wieża miała kilka dział ustawionych na dachu, który posiadał równomiernie rozłożone strzelnice po każdej z jego stron.
W połowie XVIII wieku planowano zbudować enceinte z bastionami, lecz do realizacji projektu nigdy nie doszło. W końcu, po przeciwnej stronie portu, zbudowany został Fort Chambray.
Wieża posiadała małą kaplicę, wpierw pod wezwaniem św. Katarzyny ze Sieny, później św. Marcina, która miała być używana przez czterech członków miejscowej formacji obronnej, stacjonujących w wieży, lecz była też dostępna dla ogółu. Z czasem stała się nieoficjalną kaplicą parafialną dla społeczności z pobliskich wiosek.
W roku 1848, po 243 latach użytkowania, wieża została zburzona. Materiał kamieniarski z niej pochodzący został użyty do budowy mostu łączącego Mġarr i Nadur. Na miejscu, gdzie stała wieża zbudowany został hotel Mġarr, aktualnie zamknięty.

## Dziedzictwo
Chociaż wieża już nie istnieje, ciągle zajmuje ważne miejsce w historii Malty. Była ona pierwszą wieżą strażniczą zbudowaną przez Zakon. Następca Garzesa, Alof de Wignacourt, zbudował później szereg dużych wież strażniczych (określanych czasem mianem małych fortów), znanych jako wieże Wignacourta. Inni Wielcy Mistrzowie zbudowali mniejsze wieże strażnicze – wieże Lascarisa i wieże de Redina.
Od czasu zburzenia wieży Garzes, najstarszą wieżą ciągle stojącą na Malcie jest wieża Wignacourt w Saint Paul’s Bay, zbudowana w roku 1610. Najstarszą wieżą na Gozo jest, zbudowana w roku 1650, wieża Xlendi (wieża w Marsalforn została zbudowana wcześniej, w roku 1616, lecz zawaliła się około roku 1715).